# Effectif des équipes au Championnat d'Europe de football 1996
Cette page contient la liste de toutes les équipes et de leurs joueurs ayant participé au championnat d'Europe de football 1996. Les âges et le nombre de sélections des footballeurs sont ceux au début de la compétition.

## Effectifs des participants

### Allemagne
Sélectionneur : Berti Vogts
| No. | Pos.      | Joueur           | Date de naissance et âge | Sélec. | Club                |
| --- | --------- | ---------------- | ------------------------ | ------ | ------------------- |
| 1   | Gardien   | Andreas Köpke    | 12 mars 1962             |        | Eintracht Francfort |
| 2   | Défenseur | Stefan Reuter    | 16 octobre 1966          |        | Borussia Dortmund   |
| 3   | Milieu    | Marco Bode       | 23 juillet 1969          |        | Werder Brême        |
| 4   | Milieu    | Steffen Freund   | 19 janvier 1970          |        | Borussia Dortmund   |
| 5   | Défenseur | Thomas Helmer    | 21 avril 1965            |        | Bayern de Munich    |
| 6   | Défenseur | Matthias Sammer  | 5 septembre 1967         |        | Borussia Dortmund   |
| 7   | Milieu    | Andreas Möller   | 2 septembre 1967         |        | Borussia Dortmund   |
| 8   | Milieu    | Mehmet Scholl    | 16 octobre 1970          |        | Bayern de Munich    |
| 9   | Attaquant | Fredi Bobic      | 30 octobre 1971          |        | VfB Stuttgart       |
| 10  | Milieu    | Thomas Häßler    | 30 mai 1966              |        | Karlsruher SC       |
| 11  | Attaquant | Stefan Kuntz     | 30 octobre 1962          |        | Beşiktaş            |
| 12  | Gardien   | Oliver Kahn      | 15 juin 1969             |        | Bayern de Munich    |
| 13  | Milieu    | Mario Basler     | 18 décembre 1968         |        | Bayern de Munich    |
| 14  | Défenseur | Markus Babbel    | 8 septembre 1972         |        | Bayern de Munich    |
| 15  | Défenseur | Jürgen Kohler    | 6 octobre 1965           |        | Borussia Dortmund   |
| 16  | Défenseur | René Schneider   | 1er février 1973         |        | Hansa Rostock       |
| 17  | Milieu    | Christian Ziege  | 1er février 1972         |        | Bayern de Munich    |
| 18  | Attaquant | Jürgen Klinsmann | 30 juillet 1964          |        | Bayern de Munich    |
| 19  | Milieu    | Thomas Strunz    | 25 avril 1968            |        | Bayern de Munich    |
| 20  | Attaquant | Oliver Bierhoff  | 1er mai 1968             |        | Udinese             |
| 21  | Milieu    | Dieter Eilts     | 13 décembre 1964         |        | Werder Brême        |
| 22  | Gardien   | Oliver Reck      | 27 février 1965          |        | Werder Brême        |
| 23  | Milieu    | Jens Todt        | 5 janvier 1970           |        | SC Fribourg         |

- Cinq joueurs allemands deviennent indisponibles au fur et à mesure de la compétition et ne peuvent ainsi pas disputer la finale. L'UEFA autorise l'Allemagne et la République tchèque à appeler deux joueurs en renfort, permission que les Tchèques déclinent et à laquelle ils ne s'opposent pas concernant leur adversaire. Ainsi, Jens Todt intègre l'effectif[1].

### Angleterre
Sélectionneur : Terry Venables
| No. | Pos.      | Joueur           | Date de naissance et âge | Sélec. | Club              |
| --- | --------- | ---------------- | ------------------------ | ------ | ----------------- |
| 1   | Gardien   | David Seaman     | 19 septembre 1963        | 24     | Arsenal           |
| 2   | Défenseur | Gary Neville     | 18 février 1975          | 10     | Manchester United |
| 3   | Défenseur | Stuart Pearce    | 24 avril 1962            | 65     | Nottingham Forest |
| 4   | Milieu    | Paul Ince        | 21 octobre 1967          | 19     | Inter de Milan    |
| 5   | Défenseur | Tony Adams       | 10 octobre 1966          | 40     | Arsenal           |
| 6   | Défenseur | Gareth Southgate | 3 septembre 1970         | 4      | Aston Villa       |
| 7   | Milieu    | David Platt      | 10 juin 1966             | 58     | Arsenal           |
| 8   | Milieu    | Paul Gascoigne   | 27 mai 1967              | 38     | Glasgow Rangers   |
| 9   | Attaquant | Alan Shearer     | 13 août 1970             | 23     | Blackburn Rovers  |
| 10  | Attaquant | Teddy Sheringham | 2 avril 1966             | 15     | Tottenham         |
| 11  | Milieu    | Darren Anderton  | 3 mars 1972              | 11     | Tottenham         |
| 12  | Défenseur | Steve Howey      | 26 octobre 1971          | 4      | Newcastle         |
| 13  | Gardien   | Tim Flowers      | 3 février 1967           | 8      | Blackburn Rovers  |
| 14  | Milieu    | Nick Barmby      | 11 février 1974          | 6      | Middlesbrough     |
| 15  | Milieu    | Jamie Redknapp   | 25 juin 1973             | 4      | Liverpool         |
| 16  | Défenseur | Sol Campbell     | 18 septembre 1974        | 1      | Tottenham         |
| 17  | Milieu    | Steve McManaman  | 11 février 1972          | 10     | Liverpool         |
| 18  | Attaquant | Les Ferdinand    | 8 décembre 1966          | 10     | Newcastle         |
| 19  | Défenseur | Phil Neville     | 21 janvier 1977          | 1      | Manchester United |
| 20  | Milieu    | Steve Stone      | 20 août 1971             | 6      | Nottingham Forest |
| 21  | Attaquant | Robbie Fowler    | 9 avril 1975             | 3      | Liverpool         |
| 22  | Gardien   | Ian Walker       | 31 octobre 1971          | 2      | Tottenham         |

### Bulgarie
Sélectionneur : Dimitar Penev
| No. | Pos.      | Joueur             | Date de naissance et âge | Sélec. | Club                 |
| --- | --------- | ------------------ | ------------------------ | ------ | -------------------- |
| 1   | Gardien   | Borislav Mikhailov | 12 février 1963          | 88     | Reading              |
| 2   | Défenseur | Radostin Kishishev | 30 juillet 1974          | 6      | Neftochimik Burgas   |
| 3   | Défenseur | Trifon Ivanov      | 27 juillet 1965          | 59     | Rapid Vienne         |
| 4   | Milieu    | Ilian Kiriakov     | 4 août 1967              | 55     | Aberdeen             |
| 5   | Défenseur | Petar Houbtchev    | 26 février 1964          | 31     | Hambourg SV          |
| 6   | Milieu    | Zlatko Yankov      | 7 août 1966              | 51     | KFC Uerdingen 05     |
| 7   | Attaquant | Emil Kostadinov    | 12 août 1967             | 52     | Bayern de Munich     |
| 8   | Attaquant | Hristo Stoichkov   | 8 février 1966           | 60     | AC Parme             |
| 9   | Attaquant | Luboslav Penev     | 31 août 1966             | 48     | Atlético Madrid      |
| 10  | Milieu    | Krassimir Balakov  | 29 mars 1966             | 53     | VfB Stuttgart        |
| 11  | Milieu    | Yordan Letchkov    | 9 juillet 1967           | 35     | Hambourg SV          |
| 12  | Gardien   | Dimitar Popov      | 27 février 1970          | 13     | CSKA Sofia           |
| 13  | Milieu    | Bončo Genčev       | 7 juillet 1964           | 11     | Luton Town           |
| 14  | Attaquant | Nasko Sirakov      | 26 juillet 1962          | 79     | Slavia Sofia         |
| 15  | Milieu    | Ivaylo Yordanov    | 22 avril 1968            | 24     | Sporting de Lisbonne |
| 16  | Milieu    | Daniel Borimirov   | 15 janvier 1970          | 23     | Munich 1860          |
| 17  | Défenseur | Emil Kremenliev    | 13 août 1969             | 26     | Olympiakos           |
| 18  | Défenseur | Tsanko Tsvetanov   | 6 janvier 1970           | 34     | SV Waldhof Mannheim  |
| 19  | Défenseur | Gosho Ginchev      | 11 décembre 1969         | 5      | Denizlispor          |
| 20  | Attaquant | Georgi Donkov      | 2 juin 1970              | 3      | VfL Bochum           |
| 21  | Attaquant | Ivo Georgiev       | 12 mai 1972              | 1      | Spartak Varna        |
| 22  | Gardien   | Zdravko Zdravkov   | 4 octobre 1970           | 3      | Slavia Sofia         |

### Croatie
Sélectionneur : Miroslav Blažević
| No. | Pos.      | Joueur            | Date de naissance et âge | Sélec. | Club              |
| --- | --------- | ----------------- | ------------------------ | ------ | ----------------- |
| 1   | Gardien   | Dražen Ladić      | 1er janvier 1963         |        | Croatia Zagreb    |
| 2   | Milieu    | Nikola Jurčević   | 14 septembre 1966        |        | SC Fribourg       |
| 3   | Défenseur | Robert Jarni      | 26 octobre 1968          |        | Betis Séville     |
| 4   | Défenseur | Igor Štimac       | 6 septembre 1967         |        | Derby County      |
| 5   | Défenseur | Nikola Jerkan     | 8 décembre 1964          |        | Real Oviedo       |
| 6   | Défenseur | Slaven Bilić      | 11 septembre 1968        |        | West Ham          |
| 7   | Milieu    | Aljoša Asanović   | 14 décembre 1965         |        | Hajduk Split      |
| 8   | Milieu    | Robert Prosinečki | 12 janvier 1969          |        | FC Barcelone      |
| 9   | Attaquant | Davor Šuker       | 1er janvier 1968         |        | Séville FC        |
| 10  | Milieu    | Zvonimir Boban    | 8 décembre 1968          |        | AC Milan          |
| 11  | Attaquant | Alen Bokšić       | 21 janvier 1970          |        | Lazio de Rome     |
| 12  | Gardien   | Marijan Mrmić     | 6 mai 1965               |        | Beşiktaş          |
| 13  | Milieu    | Mario Stanić      | 10 avril 1972            |        | Club Bruges       |
| 14  | Défenseur | Zvonimir Soldo    | 2 novembre 1967          |        | Croatia Zagreb    |
| 15  | Défenseur | Dubravko Pavličić | 28 novembre 1967         |        | Hércules Alicante |
| 16  | Milieu    | Mladen Mladenović | 13 septembre 1964        |        | Gamba Osaka       |
| 17  | Attaquant | Igor Pamić        | 19 novembre 1969         |        | NK Osijek         |
| 18  | Défenseur | Elvis Brajković   | 12 juin 1969             |        | Munich 1860       |
| 19  | Attaquant | Goran Vlaović     | 7 août 1972              |        | Calcio Padoue     |
| 20  | Défenseur | Dario Šimić       | 12 novembre 1975         |        | Croatia Zagreb    |
| 21  | Attaquant | Igor Cvitanović   | 1er novembre 1970        |        | Croatia Zagreb    |
| 22  | Gardien   | Tonči Gabrić      | 11 novembre 1961         |        | Hajduk Split      |

### Danemark
Sélectionneur : Richard Møller Nielsen
| No. | Pos.      | Joueur              | Date de naissance et âge | Sélec. | Club              |
| --- | --------- | ------------------- | ------------------------ | ------ | ----------------- |
| 1   | Gardien   | Peter Schmeichel    | 18 novembre 1963         |        | Manchester United |
| 2   | Défenseur | Thomas Helveg       | 24 juin 1971             |        | Udinese           |
| 3   | Défenseur | Marc Rieper         | 5 juin 1968              |        | West Ham          |
| 4   | Défenseur | Lars Olsen          | 2 février 1961           |        | Brøndby IF        |
| 5   | Défenseur | Jes Høgh            | 7 mai 1966               |        | Fenerbahçe        |
| 6   | Milieu    | Michael Schjønberg  | 19 janvier 1967          |        | OB Odense         |
| 7   | Milieu    | Brian Steen Nielsen | 28 décembre 1968         |        | OB Odense         |
| 8   | Milieu    | Claus Thomsen       | 31 mai 1970              |        | Ipswich Town      |
| 9   | Attaquant | Mikkel Beck         | 12 mai 1973              |        | Fortuna Cologne   |
| 10  | Milieu    | Michael Laudrup     | 15 juin 1964             |        | Real de Madrid    |
| 11  | Attaquant | Brian Laudrup       | 22 février 1969          |        | Glasgow Rangers   |
| 12  | Défenseur | Torben Piechnik     | 21 mai 1963              |        | AGF Århus         |
| 13  | Milieu    | Henrik Larsen       | 17 mai 1966              |        | Lyngby BK         |
| 14  | Défenseur | Jens Risager        | 9 avril 1971             |        | Brøndby IF        |
| 15  | Attaquant | Erik Bo Andersen    | 14 novembre 1970         |        | Glasgow Rangers   |
| 16  | Gardien   | Lars Høgh           | 14 janvier 1959          |        | OB Odense         |
| 17  | Milieu    | Allan Nielsen       | 13 mars 1971             |        | Brøndby IF        |
| 18  | Milieu    | Kim Vilfort         | 15 novembre 1962         |        | Brøndby IF        |
| 19  | Milieu    | Stig Tøfting        | 14 août 1969             |        | AGF Århus         |
| 20  | Défenseur | Jacob Laursen       | 6 octobre 1971           |        | Silkeborg IF      |
| 21  | Attaquant | Søren Andersen      | 31 janvier 1970          |        | AaB Aalborg       |
| 22  | Gardien   | Mogens Krogh        | 31 octobre 1963          |        | Brøndby IF        |

### Écosse
Sélectionneur : Craig Brown
| No. | Pos.      | Joueur           | Date de naissance et âge | Sélec. | Club              |
| --- | --------- | ---------------- | ------------------------ | ------ | ----------------- |
| 1   | Gardien   | Jim Leighton     | 24 juillet 1958          | 74     | Hibernian         |
| 2   | Défenseur | Stewart McKimmie | 27 octobre 1962          | 38     | Aberdeen          |
| 3   | Défenseur | Tom Boyd         | 24 novembre 1965         | 35     | Celtic Glasgow    |
| 4   | Défenseur | Colin Calderwood | 20 janvier 1965          | 11     | Tottenham         |
| 5   | Défenseur | Colin Hendry     | 7 décembre 1965          | 18     | Blackburn Rovers  |
| 6   | Défenseur | Derek Whyte      | 31 août 1968             | 9      | Middlesbrough     |
| 7   | Attaquant | John Spencer     | 11 septembre 1970        | 9      | Chelsea           |
| 8   | Milieu    | Stuart McCall    | 10 juin 1964             | 34     | Glasgow Rangers   |
| 9   | Attaquant | Ally McCoist     | 24 septembre 1962        | 52     | Glasgow Rangers   |
| 10  | Milieu    | Gary McAllister  | 25 décembre 1964         | 41     | Leeds United      |
| 11  | Milieu    | John Collins     | 31 janvier 1968          | 33     | AS Monaco         |
| 12  | Gardien   | Andy Goram       | 13 avril 1964            | 36     | Glasgow Rangers   |
| 13  | Défenseur | Tosh McKinlay    | 3 décembre 1964          | 4      | Celtic Glasgow    |
| 14  | Attaquant | Gordon Durie     | 6 décembre 1965          | 28     | Glasgow Rangers   |
| 15  | Milieu    | Eoin Jess        | 13 décembre 1970         | 12     | Coventry City     |
| 16  | Défenseur | Craig Burley     | 24 septembre 1971        | 9      | Chelsea           |
| 17  | Milieu    | Billy McKinlay   | 22 avril 1969            | 17     | Blackburn Rovers  |
| 18  | Attaquant | Kevin Gallacher  | 23 novembre 1966         | 22     | Blackburn Rovers  |
| 19  | Milieu    | Darren Jackson   | 25 juillet 1966          | 12     | Hibernian         |
| 20  | Attaquant | Scott Booth      | 16 décembre 1971         | 11     | Aberdeen          |
| 21  | Milieu    | Scot Gemmill     | 2 janvier 1971           | 6      | Nottingham Forest |
| 22  | Gardien   | Nicky Walker     | 29 septembre 1962        | 2      | Partick Thistle   |

### Espagne
Sélectionneur : Javier Clemente
| No. | Pos.      | Joueur               | Date de naissance et âge | Sélec. | Club                 |
| --- | --------- | -------------------- | ------------------------ | ------ | -------------------- |
| 1   | Gardien   | Andoni Zubizarreta   | 23 octobre 1961          | 106    | Valence CF           |
| 2   | Défenseur | Juan Manuel López    | 3 septembre 1969         | 7      | Atlético Madrid      |
| 3   | Défenseur | Alberto Belsué       | 2 mars 1968              | 12     | Real Saragosse       |
| 4   | Défenseur | Rafael Alkorta       | 16 septembre 1968        | 35     | Real de Madrid       |
| 5   | Défenseur | Abelardo             | 19 avril 1970            | 25     | FC Barcelone         |
| 6   | Milieu    | Fernando Hierro      | 23 mars 1968             | 41     | Real de Madrid       |
| 7   | Attaquant | José Emilio Amavisca | 19 juin 1971             | 10     | Real de Madrid       |
| 8   | Milieu    | Julen Guerrero       | 7 janvier 1974           | 22     | Athletic Bilbao      |
| 9   | Attaquant | Juan Antonio Pizzi   | 7 juin 1968              | 11     | CD Tenerife          |
| 10  | Milieu    | Donato               | 30 décembre 1962         | 11     | Deportivo La Corogne |
| 11  | Attaquant | Alfonso              | 26 septembre 1972        | 11     | Betis Séville        |
| 12  | Défenseur | Sergi                | 28 décembre 1971         | 18     | FC Barcelone         |
| 13  | Gardien   | Santiago Cañizares   | 18 décembre 1969         | 9      | Real de Madrid       |
| 14  | Attaquant | Kiko                 | 26 avril 1972            | 8      | Atlético Madrid      |
| 15  | Milieu    | José Luis Caminero   | 8 novembre 1967          | 18     | Atlético Madrid      |
| 16  | Défenseur | Jorge Otero          | 28 janvier 1969          | 8      | Valence CF           |
| 17  | Attaquant | Javier Manjarín      | 31 décembre 1969         | 6      | Deportivo La Corogne |
| 18  | Milieu    | Guillermo Amor       | 4 décembre 1967          | 18     | FC Barcelone         |
| 19  | Attaquant | Julio Salinas        | 11 septembre 1962        | 54     | Sporting Gijón       |
| 20  | Défenseur | Miguel Ángel Nadal   | 28 juillet 1966          | 30     | FC Barcelone         |
| 21  | Milieu    | Luis Enrique         | 8 mai 1970               | 22     | Real de Madrid       |
| 22  | Gardien   | José Molina          | 8 août 1970              | 1      | Atlético Madrid      |

### France
Sélectionneur : Aimé Jacquet
| No. | Pos.      | Joueur             | Date de naissance et âge | Sélec. | Club                  |
| --- | --------- | ------------------ | ------------------------ | ------ | --------------------- |
| 1   | Gardien   | Bernard Lama       | 7 avril 1963             |        | Paris Saint-Germain   |
| 2   | Défenseur | Jocelyn Angloma    | 7 août 1965              |        | Torino Calcio         |
| 3   | Défenseur | Éric Di Meco       | 7 septembre 1963         |        | AS Monaco             |
| 4   | Défenseur | Frank Lebœuf       | 22 janvier 1968          |        | RC Strasbourg         |
| 5   | Défenseur | Laurent Blanc      | 19 novembre 1965         |        | AJ Auxerre            |
| 6   | Milieu    | Vincent Guérin     | 22 novembre 1965         |        | Paris Saint-Germain   |
| 7   | Milieu    | Didier Deschamps   | 15 octobre 1968          |        | Juventus              |
| 8   | Milieu    | Marcel Desailly    | 7 septembre 1968         |        | AC Milan              |
| 9   | Attaquant | Youri Djorkaeff    | 9 mars 1968              |        | Paris Saint-Germain   |
| 10  | Milieu    | Zinédine Zidane    | 23 juin 1972             |        | Girondins de Bordeaux |
| 11  | Attaquant | Patrice Loko       | 6 février 1970           |        | Paris Saint-Germain   |
| 12  | Défenseur | Bixente Lizarazu   | 9 décembre 1969          |        | Girondins de Bordeaux |
| 13  | Attaquant | Christophe Dugarry | 24 mars 1972             |        | Girondins de Bordeaux |
| 14  | Milieu    | Sabri Lamouchi     | 9 novembre 1971          |        | AJ Auxerre            |
| 15  | Défenseur | Lilian Thuram      | 1er janvier 1972         |        | AS Monaco             |
| 16  | Gardien   | Fabien Barthez     | 28 juin 1971             |        | AS Monaco             |
| 17  | Attaquant | Mickaël Madar      | 8 mai 1968               |        | AS Monaco             |
| 18  | Milieu    | Reynald Pedros     | 10 octobre 1971          |        | FC Nantes             |
| 19  | Milieu    | Christian Karembeu | 3 décembre 1970          |        | Sampdoria de Gênes    |
| 20  | Défenseur | Alain Roche        | 14 octobre 1967          |        | Paris Saint-Germain   |
| 21  | Milieu    | Corentin Martins   | 11 juillet 1969          |        | AJ Auxerre            |
| 22  | Gardien   | Bruno Martini      | 25 janvier 1962          |        | Montpellier HSC       |

### Italie
Sélectionneur : Arrigo Sacchi
| No. | Pos.      | Joueur                | Date de naissance et âge | Sélec. | Club               |
| --- | --------- | --------------------- | ------------------------ | ------ | ------------------ |
| 1   | Gardien   | Angelo Peruzzi        | 16 février 1970          |        | Juventus           |
| 2   | Défenseur | Luigi Apolloni        | 2 mai 1967               |        | AC Parme           |
| 3   | Défenseur | Paolo Maldini         | 26 juin 1968             |        | AC Milan           |
| 4   | Défenseur | Amedeo Carboni        | 6 avril 1965             |        | AS Rome            |
| 5   | Défenseur | Alessandro Costacurta | 24 avril 1966            |        | AC Milan           |
| 6   | Défenseur | Alessandro Nesta      | 19 mars 1976             |        | Lazio de Rome      |
| 7   | Milieu    | Roberto Donadoni      | 9 septembre 1963         |        | AC Milan           |
| 8   | Défenseur | Roberto Mussi         | 25 août 1963             |        | AC Parme           |
| 9   | Défenseur | Moreno Torricelli     | 23 janvier 1970          |        | Juventus           |
| 10  | Milieu    | Demetrio Albertini    | 23 août 1971             |        | AC Milan           |
| 11  | Milieu    | Dino Baggio           | 24 juillet 1971          |        | AC Parme           |
| 12  | Gardien   | Francesco Toldo       | 2 décembre 1971          |        | Fiorentina         |
| 13  | Milieu    | Fabio Rossitto        | 21 septembre 1971        |        | Udinese            |
| 14  | Attaquant | Alessandro Del Piero  | 9 novembre 1974          |        | Juventus           |
| 15  | Milieu    | Angelo Di Livio       | 26 juillet 1966          |        | Juventus           |
| 16  | Milieu    | Roberto Di Matteo     | 29 mai 1970              |        | Lazio de Rome      |
| 17  | Milieu    | Diego Fuser           | 11 novembre 1968         |        | Lazio de Rome      |
| 18  | Attaquant | Pierluigi Casiraghi   | 4 mars 1969              |        | Lazio de Rome      |
| 19  | Attaquant | Enrico Chiesa         | 29 décembre 1970         |        | Sampdoria de Gênes |
| 20  | Attaquant | Fabrizio Ravanelli    | 12 novembre 1968         |        | Juventus           |
| 21  | Attaquant | Gianfranco Zola       | 5 juillet 1966           |        | AC Parme           |
| 22  | Gardien   | Luca Bucci            | 13 mars 1969             |        | AC Parme           |

### Pays-Bas
Sélectionneur : Guus Hiddink
| No. | Pos.      | Joueur            | Date de naissance et âge | Sélec. | Club                  |
| --- | --------- | ----------------- | ------------------------ | ------ | --------------------- |
| 1   | Gardien   | Edwin van der Sar | 29 octobre 1970          | 7      | Ajax Amsterdam        |
| 2   | Défenseur | Michael Reiziger  | 3 mai 1973               | 8      | Ajax Amsterdam        |
| 3   | Défenseur | Danny Blind       | 1er août 1961            | 39     | Ajax Amsterdam        |
| 4   | Milieu    | Clarence Seedorf  | 1er avril 1976           | 11     | Sampdoria de Gênes    |
| 5   | Défenseur | Jaap Stam         | 17 juillet 1972          | 1      | PSV Eindhoven         |
| 6   | Milieu    | Ronald de Boer    | 15 mai 1970              | 24     | Ajax Amsterdam        |
| 7   | Attaquant | Gaston Taument    | 1er octobre 1970         | 13     | Feyenoord Rotterdam   |
| 8   | Milieu    | Edgar Davids      | 13 mars 1973             | 7      | Ajax Amsterdam        |
| 9   | Attaquant | Patrick Kluivert  | 1er juillet 1976         | 6      | Ajax Amsterdam        |
| 10  | Attaquant | Dennis Bergkamp   | 10 mai 1969              | 45     | Arsenal               |
| 11  | Attaquant | Peter Hoekstra    | 4 avril 1973             | 3      | Ajax Amsterdam        |
| 12  | Milieu    | Aron Winter       | 1er mars 1967            | 54     | Lazio de Rome         |
| 13  | Défenseur | Arthur Numan      | 14 décembre 1969         | 14     | PSV Eindhoven         |
| 14  | Milieu    | Richard Witschge  | 20 septembre 1969        | 25     | Girondins de Bordeaux |
| 15  | Défenseur | Winston Bogarde   | 22 octobre 1970          | 3      | Ajax Amsterdam        |
| 16  | Gardien   | Ed de Goey        | 20 décembre 1966         | 28     | Feyenoord Rotterdam   |
| 17  | Milieu    | Jordi Cruijff     | 9 février 1974           | 3      | FC Barcelone          |
| 18  | Défenseur | Johan de Kock     | 25 octobre 1964          | 8      | Roda JC               |
| 19  | Attaquant | Youri Mulder      | 23 mars 1969             | 7      | Schalke 04            |
| 20  | Milieu    | Phillip Cocu      | 29 octobre 1970          | 3      | PSV Eindhoven         |
| 21  | Gardien   | Ruud Hesp         | 31 octobre 1965          | 0      | Roda JC               |
| 22  | Défenseur | John Veldman      | 24 février 1968          | 1      | Sparta Rotterdam      |

- Jaap Stam est appelé en remplacement de Frank de Boer, blessé et initialement dans l'effectif.

### Portugal
Sélectionneur : António Oliveira
| No. | Pos.      | Joueur             | Date de naissance et âge | Sélec. | Club              |
| --- | --------- | ------------------ | ------------------------ | ------ | ----------------- |
| 1   | Gardien   | Vítor Baía         | 15 octobre 1969          |        | FC Porto          |
| 2   | Défenseur | Carlos Secretário  | 12 mai 1970              |        | FC Porto          |
| 3   | Milieu    | Paulinho Santos    | 21 novembre 1970         |        | FC Porto          |
| 4   | Milieu    | Oceano             | 29 juillet 1962          |        | Sporting Portugal |
| 5   | Défenseur | Fernando Couto     | 2 août 1969              |        | AC Parme          |
| 6   | Milieu    | José Tavares       | 25 avril 1965            |        | Boavista          |
| 7   | Milieu    | Vítor Paneira      | 16 février 1966          |        | Vitória Guimarães |
| 8   | Attaquant | João Pinto         | 19 août 1971             |        | Benfica Lisbonne  |
| 9   | Attaquant | Ricardo Sá Pinto   | 10 octobre 1972          |        | Sporting Portugal |
| 10  | Milieu    | Rui Costa          | 29 mars 1972             |        | Fiorentina        |
| 11  | Attaquant | Jorge Cadete       | 27 août 1968             |        | Celtic Glasgow    |
| 12  | Gardien   | Alfredo Castro     | 5 octobre 1962           |        | Boavista          |
| 13  | Défenseur | Dimas              | 16 février 1969          |        | Benfica Lisbonne  |
| 14  | Défenseur | Pedro Barbosa      | 6 août 1970              |        | Sporting Portugal |
| 15  | Attaquant | Domingos Paciência | 2 janvier 1969           |        | FC Porto          |
| 16  | Défenseur | Hélder             | 21 mars 1971             |        | Benfica Lisbonne  |
| 17  | Attaquant | Hugo Porfirio      | 28 septembre 1973        |        | União de Leiria   |
| 18  | Attaquant | António Folha      | 21 mai 1971              |        | FC Porto          |
| 19  | Milieu    | Paulo Sousa        | 30 août 1970             |        | Juventus          |
| 20  | Milieu    | Luís Figo          | 4 novembre 1972          |        | FC Barcelone      |
| 21  | Défenseur | Paulo Madeira      | 6 septembre 1970         |        | CF Os Belenenses  |
| 22  | Gardien   | Rui Correia        | 22 octobre 1967          |        | SC Braga          |

### République tchèque
Sélectionneur : Dušan Uhrin
| No. | Pos.      | Joueur          | Date de naissance et âge | Sélec. | Club                 |
| --- | --------- | --------------- | ------------------------ | ------ | -------------------- |
| 1   | Gardien   | Petr Kouba      | 28 novembre 1969         | 30     | Sparta Prague        |
| 2   | Milieu    | Radoslav Látal  | 6 janvier 1970           | 29     | Schalke 04           |
| 3   | Défenseur | Jan Suchopárek  | 23 septembre 1969        | 31     | Slavia Prague        |
| 4   | Milieu    | Pavel Nedvěd    | 30 août 1972             | 9      | Sparta Prague        |
| 5   | Défenseur | Miroslav Kadlec | 22 juin 1964             | 53     | 1. FC Kaiserslautern |
| 6   | Milieu    | Václav Němeček  | 25 janvier 1967          | 56     | Servette de Genève   |
| 7   | Milieu    | Jiří Němec      | 15 mai 1966              | 35     | Schalke 04           |
| 8   | Attaquant | Karel Poborský  | 30 mars 1972             | 14     | Slavia Prague        |
| 9   | Attaquant | Pavel Kuka      | 19 juillet 1968          | 43     | 1. FC Kaiserslautern |
| 10  | Attaquant | Radek Drulák    | 12 janvier 1962          | 13     | Petra Drnovice       |
| 11  | Milieu    | Martin Frýdek   | 9 mars 1969              | 24     | Sparta Prague        |
| 12  | Défenseur | Luboš Kubík     | 20 janvier 1964          | 48     | Petra Drnovice       |
| 13  | Milieu    | Radek Bejbl     | 29 août 1972             | 8      | Slavia Prague        |
| 14  | Milieu    | Patrik Berger   | 10 novembre 1973         | 15     | Borussia Dortmund    |
| 15  | Défenseur | Michal Horňák   | 28 avril 1970            | 6      | Sparta Prague        |
| 16  | Gardien   | Pavel Srníček   | 10 mars 1968             | 4      | Newcastle            |
| 17  | Attaquant | Vladimír Šmicer | 24 mai 1973              | 3      | Slavia Prague        |
| 18  | Défenseur | Martin Kotůlek  | 11 septembre 1969        | 3      | Sigma Olomouc        |
| 19  | Défenseur | Karel Rada      | 2 mars 1971              | 2      | Sigma Olomouc        |
| 20  | Milieu    | Pavel Novotný   | 14 septembre 1973        | 0      | Slavia Prague        |
| 21  | Attaquant | Milan Kerbr     | 9 juin 1967              | 2      | Sigma Olomouc        |
| 22  | Gardien   | Ladislav Maier  | 4 janvier 1966           | 1      | Slovan Liberec       |

### Roumanie
Sélectionneur : Anghel Iordănescu
| No. | Pos.      | Joueur             | Date de naissance et âge | Sélec. | Club               |
| --- | --------- | ------------------ | ------------------------ | ------ | ------------------ |
| 1   | Gardien   | Bogdan Stelea      | 5 décembre 1967          |        | Steaua Bucarest    |
| 2   | Défenseur | Dan Petrescu       | 22 décembre 1967         |        | Chelsea            |
| 3   | Défenseur | Daniel Prodan      | 23 mars 1972             |        | Steaua Bucarest    |
| 4   | Défenseur | Miodrag Belodedici | 20 mai 1964              |        | Villarreal CF      |
| 5   | Milieu    | Ioan Lupescu       | 9 décembre 1968          |        | Bayer Leverkusen   |
| 6   | Défenseur | Gheorghe Popescu   | 9 octobre 1967           |        | FC Barcelone       |
| 7   | Attaquant | Marius Lăcătuş     | 5 avril 1964             |        | Steaua Bucarest    |
| 8   | Milieu    | Ioan Sabău         | 12 février 1968          |        | Brescia Calcio     |
| 9   | Attaquant | Florin Răducioiu   | 17 mars 1970             |        | Espanyol Barcelone |
| 10  | Milieu    | Gheorghe Hagi      | 5 février 1965           |        | FC Barcelone       |
| 11  | Milieu    | Dorinel Munteanu   | 25 juin 1968             |        | 1. FC Cologne      |
| 12  | Gardien   | Florin Prunea      | 8 août 1968              |        | Dinamo Bucarest    |
| 13  | Défenseur | Tibor Selymes      | 14 mai 1970              |        | Cercle Bruges      |
| 14  | Milieu    | Constantin Gâlcă   | 8 mars 1972              |        | Steaua Bucarest    |
| 15  | Défenseur | Anton Doboş        | 13 octobre 1965          |        | Steaua Bucarest    |
| 16  | Défenseur | Gheorghe Mihali    | 9 décembre 1965          |        | EA Guingamp        |
| 17  | Défenseur | Iulian Filipescu   | 29 mars 1974             |        | Steaua Bucarest    |
| 18  | Milieu    | Ovidiu Stîngă      | 5 décembre 1972          |        | UD Salamanque      |
| 19  | Attaquant | Adrian Ilie        | 20 avril 1974            |        | Steaua Bucarest    |
| 20  | Attaquant | Viorel Moldovan    | 8 juillet 1972           |        | Neuchâtel Xamax    |
| 21  | Attaquant | Ion Vladoiu        | 5 novembre 1968          |        | Steaua Bucarest    |
| 22  | Gardien   | Alexandru Tene     | 10 novembre 1968         |        | Rapid Bucarest     |

### Russie
Sélectionneur : Oleg Romantsev
| No. | Pos.      | Joueur                  | Date de naissance et âge | Sélec. | Club               |
| --- | --------- | ----------------------- | ------------------------ | ------ | ------------------ |
| 1   | Gardien   | Dmitri Kharine          | 16 août 1968             | 35     | Chelsea            |
| 2   | Défenseur | Omari Tetradze          | 13 octobre 1969          | 23     | Alania Vladikavkaz |
| 3   | Défenseur | Youri Nikiforov         | 16 septembre 1970        | 30     | Spartak Moscou     |
| 4   | Milieu    | Ilya Tsymbalar          | 17 juin 1969             | 16     | Spartak Moscou     |
| 5   | Défenseur | Youri Kovtun            | 5 janvier 1970           | 16     | Dynamo Moscou      |
| 6   | Milieu    | Valeri Karpine          | 2 février 1969           | 31     | Real Sociedad      |
| 7   | Défenseur | Viktor Onopko           | 14 octobre 1969          | 43     | Real Oviedo        |
| 8   | Milieu    | Andrei Kanchelskis      | 23 janvier 1969          | 44     | Everton            |
| 9   | Attaquant | Igor Kolyvanov          | 6 mars 1968              | 42     | Foggia Calcio      |
| 10  | Milieu    | Aleksandr Mostovoï      | 22 août 1968             | 32     | RC Strasbourg      |
| 11  | Attaquant | Sergueï Kiriakov        | 1er janvier 1970         | 35     | Karlsruher SC      |
| 12  | Gardien   | Stanislav Tchertchessov | 2 septembre 1963         | 36     | Tirol Innsbruck    |
| 13  | Défenseur | Ievgeni Bushmanov       | 2 novembre 1971          | 3      | CSKA Moscou        |
| 14  | Attaquant | Igor Dobrovolski        | 27 août 1967             | 45     | sans club          |
| 15  | Milieu    | Igor Chalimov           | 2 février 1969           | 44     | Udinese            |
| 16  | Attaquant | Igor Simutenkov         | 3 avril 1973             | 7      | AC Reggiana        |
| 17  | Attaquant | Vladimir Bestchastnykh  | 1er avril 1974           | 18     | Werder Brême       |
| 18  | Milieu    | Igor Yanovski           | 3 août 1974              | 2      | Alania Vladikavkaz |
| 19  | Milieu    | Vladislav Radimov       | 26 novembre 1975         | 9      | CSKA Moscou        |
| 20  | Défenseur | Sergueï Gorlukovich     | 18 novembre 1961         | 37     | Spartak Moscou     |
| 21  | Milieu    | Dmitri Khokhlov         | 22 décembre 1975         | 0      | CSKA Moscou        |
| 22  | Gardien   | Sergueï Ovtchinnikov    | 10 novembre 1970         | 3      | Lokomotiv Moscou   |

### Suisse
Sélectionneur : Artur Jorge
| No. | Pos.      | Joueur              | Date de naissance et âge | Sélec. | Club                  |
| --- | --------- | ------------------- | ------------------------ | ------ | --------------------- |
| 1   | Gardien   | Marco Pascolo       | 9 mai 1966               | 36     | Servette de Genève    |
| 2   | Défenseur | Marc Hottiger       | 7 novembre 1967          | 60     | Everton               |
| 3   | Défenseur | Yvan Quentin        | 2 mai 1970               | 26     | FC Sion               |
| 4   | Défenseur | Stéphane Henchoz    | 7 septembre 1974         | 16     | Hambourg SV           |
| 5   | Défenseur | Alain Geiger        | 5 novembre 1960          | 110    | Grasshopper de Zurich |
| 6   | Milieu    | Raphaël Wicky       | 26 avril 1977            | 1      | FC Sion               |
| 7   | Attaquant | Sébastien Fournier  | 27 juin 1971             | 11     | FC Sion               |
| 8   | Milieu    | Patrick Sylvestre   | 1er septembre 1968       | 47     | FC Sion               |
| 9   | Attaquant | Marco Grassi        | 8 août 1968              | 22     | Stade rennais         |
| 10  | Milieu    | Ciriaco Sforza      | 2 mars 1970              | 40     | Bayern de Munich      |
| 11  | Attaquant | Stéphane Chapuisat  | 28 juin 1969             | 46     | Borussia Dortmund     |
| 12  | Gardien   | Stephan Lehmann     | 15 août 1963             | 7      | FC Sion               |
| 13  | Défenseur | Sébastien Jeanneret | 12 décembre 1973         | 1      | Neuchâtel Xamax       |
| 14  | Attaquant | Kubilay Türkyilmaz  | 4 mars 1967              | 48     | Grasshopper de Zurich |
| 15  | Défenseur | Ramon Vega          | 14 juin 1971             | 8      | Grasshopper de Zurich |
| 16  | Milieu    | Marcel Koller       | 11 novembre 1960         | 52     | Grasshopper de Zurich |
| 17  | Milieu    | Johann Vogel        | 8 mars 1977              | 4      | Grasshopper de Zurich |
| 18  | Milieu    | Régis Rothenbühler  | 11 octobre 1970          | 10     | Neuchâtel Xamax       |
| 19  | Attaquant | David Sesa          | 10 juillet 1973          | 1      | Servette de Genève    |
| 20  | Milieu    | Alexandre Comisetti | 21 juillet 1973          | 3      | Grasshopper de Zurich |
| 21  | Milieu    | Christophe Bonvin   | 14 avril 1965            | 41     | FC Sion               |
| 22  | Gardien   | Joël Corminboeuf    | 16 mars 1964             | 6      | Neuchâtel Xamax       |

### Turquie
Sélectionneur : Fatih Terim
| No. | Pos.      | Joueur            | Date de naissance et âge | Sélec. | Club                 |
| --- | --------- | ----------------- | ------------------------ | ------ | -------------------- |
| 1   | Gardien   | Adnan Erkan       | 15 janvier 1968          |        | MKE Ankaragücü       |
| 2   | Défenseur | Recep Çetin       | 1er octobre 1965         |        | Beşiktaş             |
| 3   | Défenseur | Alpay Özalan      | 29 mai 1973              |        | Beşiktaş             |
| 4   | Milieu    | Vedat Inceefe     | 1er avril 1974           |        | Kardemir Karabükspor |
| 5   | Milieu    | Tugay Kerimoğlu   | 24 août 1970             |        | Galatasaray          |
| 6   | Attaquant | Ertuğrul Sağlam   | 19 novembre 1969         |        | Beşiktaş             |
| 7   | Attaquant | Hami Mandıralı    | 20 juillet 1968          |        | Trabzonspor          |
| 8   | Défenseur | Ogün Temizkanoğlu | 6 octobre 1969           |        | Trabzonspor          |
| 9   | Attaquant | Hakan Şükür       | 1er septembre 1971       |        | Galatasaray          |
| 10  | Milieu    | Oğuz Çetin        | 15 février 1963          |        | Fenerbahçe           |
| 11  | Attaquant | Orhan Çıkırıkçı   | 15 avril 1967            |        | Trabzonspor          |
| 12  | Attaquant | Faruk Yiğit       | 15 avril 1968            |        | Kocaelispor          |
| 13  | Défenseur | Rahim Zafer       | 25 janvier 1971          |        | Gençlerbirliği       |
| 14  | Attaquant | Saffet Sancaklı   | 27 février 1966          |        | Kocaelispor          |
| 15  | Milieu    | Tayfun Korkut     | 2 avril 1974             |        | Fenerbahçe           |
| 16  | Milieu    | Sergen Yalçın     | 5 octobre 1972           |        | Beşiktaş             |
| 17  | Milieu    | Abdullah Ercan    | 8 décembre 1971          |        | Trabzonspor          |
| 18  | Attaquant | Arif Erdem        | 2 janvier 1972           |        | Galatasaray          |
| 19  | Milieu    | Tolunay Kafkas    | 31 mars 1968             |        | Trabzonspor          |
| 20  | Défenseur | Bülent Korkmaz    | 24 novembre 1968         |        | Galatasaray          |
| 21  | Gardien   | Şanver Göymen     | 22 janvier 1967          |        | Altay                |
| 22  | Gardien   | Rüştü Reçber      | 10 mai 1973              |        | Fenerbahçe           |